# Lista de comandos da Força Aérea Real
Esta é uma lista de comandos da Força Aérea Real Britânica, tanto do passado quanto do presente. Embora o conceito de comando remonte à fundação da Força Aérea Real, o termo comando (como o nome de uma formação) foi usado pela primeira vez no contexto puramente da Força Aérea Real em 1936, quando o Comando de Bombardeiros, Comando de Caça, Comando Costeiro e Comando de Treinamento foram formadas. Desde aquela época, a Força Aérea Real fez uso considerável do termo. Até o início de 2007, a Força Aérea Real tinha dois comandos, Comando de Ataque e Comando de Pessoal e Treinamento, que eram co-localizados na Força Aérea Real em High Wycombe (RAF High Wycombe). Em 1º de abril de 2007, os dois foram fundidos para formar o Comando Aéreo.

## Comandos
| Comando                                             | Formação            | Dissolução          | Notas                                                                     |
| --------------------------------------------------- | ------------------- | ------------------- | ------------------------------------------------------------------------- |
| Comando de Aden                                     | 1928                | 1961                |                                                                           |
| Comando Aéreo                                       | 2007                | presente            |                                                                           |
| Comando Aéreo Extremo Oriente                       | 1946                | 1949                |                                                                           |
| Comando de Apoio Aéreo                              | 1967                | 1972                |                                                                           |
| Comando de Cooperação do Exército                   | 1940                | 1943                |                                                                           |
| Comando de Balão                                    | 1938                | 1945                |                                                                           |
| Comando de dombardeiros                             | 1936                | 1968                |                                                                           |
| Comando costeiro                                    | 1936                | 1969                |                                                                           |
| Comando Aéreo Oriental                              |                     |                     | Formado com base no Grupo nº 333 (Operações Especiais), novembro de 1942. |
| Força Aérea do Extremo Oriente                      | 1943                | 1971                |                                                                           |
| Comando de balsas                                   | 1941                | 1943                |                                                                           |
| Comando de caça                                     | 1936                | 1968                |                                                                           |
| Comando de treinamento de voo                       | 1940                | 1968                |                                                                           |
| Comando Doméstico                                   | 1950                | 1959                |                                                                           |
| Comando do Iraque                                   | 1922                | 1932                |                                                                           |
| Comando conjunto de helicópteros (Força Aérea Real) | 1999                | presente            | Sob o comando do Exército Britânico                                       |
| Comando logístico                                   | 1994                | 1999                |                                                                           |
| Comando de manutenção                               | 1938                | 1973                |                                                                           |
| Comando aéreo do Mediterrâneo                       | 1943                | 1943                |                                                                           |
| Comando do Oriente Médio                            | 1941                | 1943                |                                                                           |
| Comando de pessoal e treinamento                    | 1994                | 2007                |                                                                           |
| Comando de reserva                                  | 1939 1946           | 1940 1950           |                                                                           |
| Comando de sinais                                   | 1958                | 1969                |                                                                           |
| Comando de ataque                                   | 1968                | 2007                |                                                                           |
| Comando de apoio                                    | 1973                | 1994                |                                                                           |
| Comando de treinamento técnico                      | 1940                | 1968                |                                                                           |
| Comando de treinamento                              | 1936                | 1977                |                                                                           |
| Comando de transporte                               | 1943                | 1967                |                                                                           |
| Defesa Aérea da Grã-Bretanha                        | 1925                | 1936                |                                                                           |
| Força de ataque aéreo avançada                      | 1939                | 1940                |                                                                           |
| Forças Aéreas Britânicas na França                  |                     |                     |                                                                           |
| Área No. 1                                          |                     |                     |                                                                           |
| Área No. 2                                          |                     |                     |                                                                           |
| Área No. 3                                          |                     |                     |                                                                           |
| Área No. 4                                          |                     |                     |                                                                           |
| Área No. 5                                          |                     |                     |                                                                           |
| Divisão de treinamento                              |                     |                     |                                                                           |
| Área costeira                                       | 1919                | 1936                |                                                                           |
| Área central                                        |                     |                     |                                                                           |
| Área nordeste                                       |                     |                     |                                                                           |
| Área noroeste                                       |                     |                     |                                                                           |
| Área norte                                          |                     |                     |                                                                           |
| Área sudeste                                        |                     |                     |                                                                           |
| Área sudoeste                                       |                     |                     |                                                                           |
| Área sul                                            |                     |                     |                                                                           |
| Área oeste                                          |                     |                     |                                                                           |
| Força Aérea Real em Bengala e Birmânia              |                     |                     |                                                                           |
| Força Aérea Real na Birmânia                        |                     |                     |                                                                           |
| Força Aérea Real na Alemanha                        | 1959                | 1993                |                                                                           |
| Força Aérea Real em Gibraltar                       | 1942                | presente            |                                                                           |
| Força Aérea Real na Islândia                        |                     |                     |                                                                           |
| Força Aérea Real na Irlanda do Norte                | 1 de agosto de 1940 | 31 de março de 1950 | [ 2 ]                                                                     |
| Força Aérea Real na Índia                           |                     |                     |                                                                           |
| Força Aérea Real no Iraque                          |                     |                     |                                                                           |
| Força Aérea Real na Irlanda                         |                     |                     |                                                                           |
| Força Aérea Real no Mediterrâneo                    |                     |                     |                                                                           |
| FAR no Mediterrâneo e Oriente Médio                 | 1943                | 1949                |                                                                           |
| Força Aérea Real no Oriente Médio                   | 1949                | 1961                |                                                                           |
| Força Aérea Real no Reno                            | 1918                | 1919                |                                                                           |
| Primeira força aérea táctica                        |                     |                     | (Força Aérea do Deserto)                                                  |
| Segunda força aérea táctica                         | 1943                | 1959                |                                                                           |
| Terceira força aérea táctica                        | 1943                | 1944                |                                                                           |
| Força Aérea Expedicionária Aliada                   |                     |                     |                                                                           |
| Força aérea dos Balcãs                              | 1944                | 1945                |                                                                           |
| Força aérea do Extremo Oriente                      | 1943                | 1971                |                                                                           |
| Forças Aéreas Aliadas do Mediterrâneo               | 1943                | 1945                |                                                                           |
| Força aérea costeira aliada do Mediterrâneo         | 1943                | 1945                |                                                                           |
| Força aérea estratégica aliada do Mediterrâneo      |                     |                     |                                                                           |
| Força aérea táctica aliada do Mediterrâneo          |                     |                     |                                                                           |
| Força aérea da costa do Mediterrâneo                |                     |                     |                                                                           |
| Força aérea do Oriente Médio                        | 1949                | 1961                |                                                                           |
| Força aérea do Oriente Próximo                      | 1961                | 1976                |                                                                           |
| Força aérea costeira do Noroeste Africano           | 1943                | 1945                |                                                                           |
| Força aérea táctica do Noroeste Africano            | 1943                | 1945                |                                                                           |
| Força aérea estratégica do Noroeste Africano        | 1943                | 1945                |                                                                           |